# Agar (Stati Uniti d'America)
Agar è un centro abitato (town) degli Stati Uniti d'America, situato nella contea di Sully nello Stato del Dakota del Sud. La popolazione era di 76 persone al censimento del 2010.

## Storia
La città di Agar fu progettata nel 1910, e il nome è un omaggio a Charles H. Agar, un funzionario della contea.

## Geografia fisica
Agar è situata a 44°50′19″N 100°04′22″W (44.838678, -100.072869).
Secondo lo United States Census Bureau, ha un'area totale di 0,16 miglia quadrate (0,41 km²).

## Società

### Evoluzione demografica
Secondo il censimento del 2010, c'erano 76 persone.

### Etnie e minoranze straniere
Secondo il censimento del 2010, la composizione etnica della città era formata dal 98,7% di bianchi e l'1,3% di due o più etnie. Ispanici o latinos di qualunque razza erano l'1,3% della popolazione.